# Pico Guimarães Rosa
Pico Guimarães Rosa é uma montanha no Brasil, localizada no município de Santa Isabel do Rio Negro no estado do Amazonas, no extremo norte do estado, nas proximidades da fronteira do Brasil com a Venezuela, a 2 700 km noroeste da capital federal, Brasília. Seu nome é em homenagem a João Guimarães Rosa, diplomata que se destacou nos trabalhos onde foi demarcado o Pico da Neblina. A altura do pico é de 2 105 metros e o terreno em torno da montanha é variado tendo o local ao redor do pico quase desabitado, com exceção de algumas etnias indígenas, com aproximadamente menos de dois habitantes por quilômetro quadrado.

Não há comunidades não indígenas nas proximidades, sendo o acesso próximo no município do qual o pertence. Nos arredores do Pico Guimarães Rosa cresce principalmente a decídua floresta perene, o clima prevalecente é equatorial na área. A temperatura média anual da região é em média de 20 °C. O mês mais quente é janeiro, quando a temperatura média é de 22 °C e os mais frios são junho, com 19 ° C, devido principalmente ao maciço recente ao redor do pico. A precipitação média anual é 2 491 milímetros. O mês mais chuvoso é maio, com uma média de 313 mm de precipitação, e o mais seco é fevereiro, com 100 mm de precipitação.